# 先锋报
《先锋报》（西班牙語：La Vanguardia；加泰隆尼亞語：[lə βəŋˈɡwaɾðiə]，西班牙語：[la βaŋˈɡwaɾðja]）是西班牙的一家综合性報紙，成立于1881年，总部位于巴塞罗那。
《先锋报》是西班牙最古老的报纸之一，也是唯一一份从阿方索十二世时代存活至今的加泰罗尼亚报纸。

## 历史
《先锋报》于1881年2月1日在巴塞罗那创刊。创始人卡洛斯·戈多和巴尔托洛梅·戈多兄弟是来自伊瓜拉达的商人。
在佛朗哥时期，它受到政府的控制，和《阿贝赛报》被列为西班牙的主要日报。1939年1月27日，报纸被迫更名为《西班牙先锋报》，直到1978年8月16日才更改回原来的名字。在20世纪70年代末和80年代，该报与统一与联合政党保持着密切联系。
1987年，它获得了第二大的国家援助金。1995年6月推出了网站。
《先锋报》历史上曾以柏林版式发行，2007年10月2日开始采用小报版式。

## 发行量
| 《先锋报》历史发行量变化图 |
|                            |
| 来源（依年份排序）         |

## 报道
2006年3月初，《先锋报》曾连续三天以大版的篇幅报道了巴塞罗那达拉法嘎华人服装批发街和圣科洛马地区以高价收购店铺的乱象，引发了政府的新一轮大搜查。

## 著名撰稿人
- 何塞·玛利亚·卡斯蒂略·纳瓦罗：专栏作家（1958年）